# Chałupy (województwo pomorskie)
Chałupy (dodatkowa nazwa w j. kaszub. Chalëpë, niem. Ceynowa) – wieś w Polsce, w województwie pomorskim, w powiecie puckim, w gminie Władysławowo. Dawniej część miasta Władysławowo.
Według danych urzędu miejskiego Chałupy mają 415 mieszkańców, a obszar sołectwa wynosi 63,7 ha. Miejscowość z letnim kąpieliskiem oraz dwiema przystaniami morskimi dla rybaków. Płytkie i spokojne wody Zatoki Puckiej są wykorzystywane do uprawiania windsurfingu i kitesurfingu.

## Turystyka

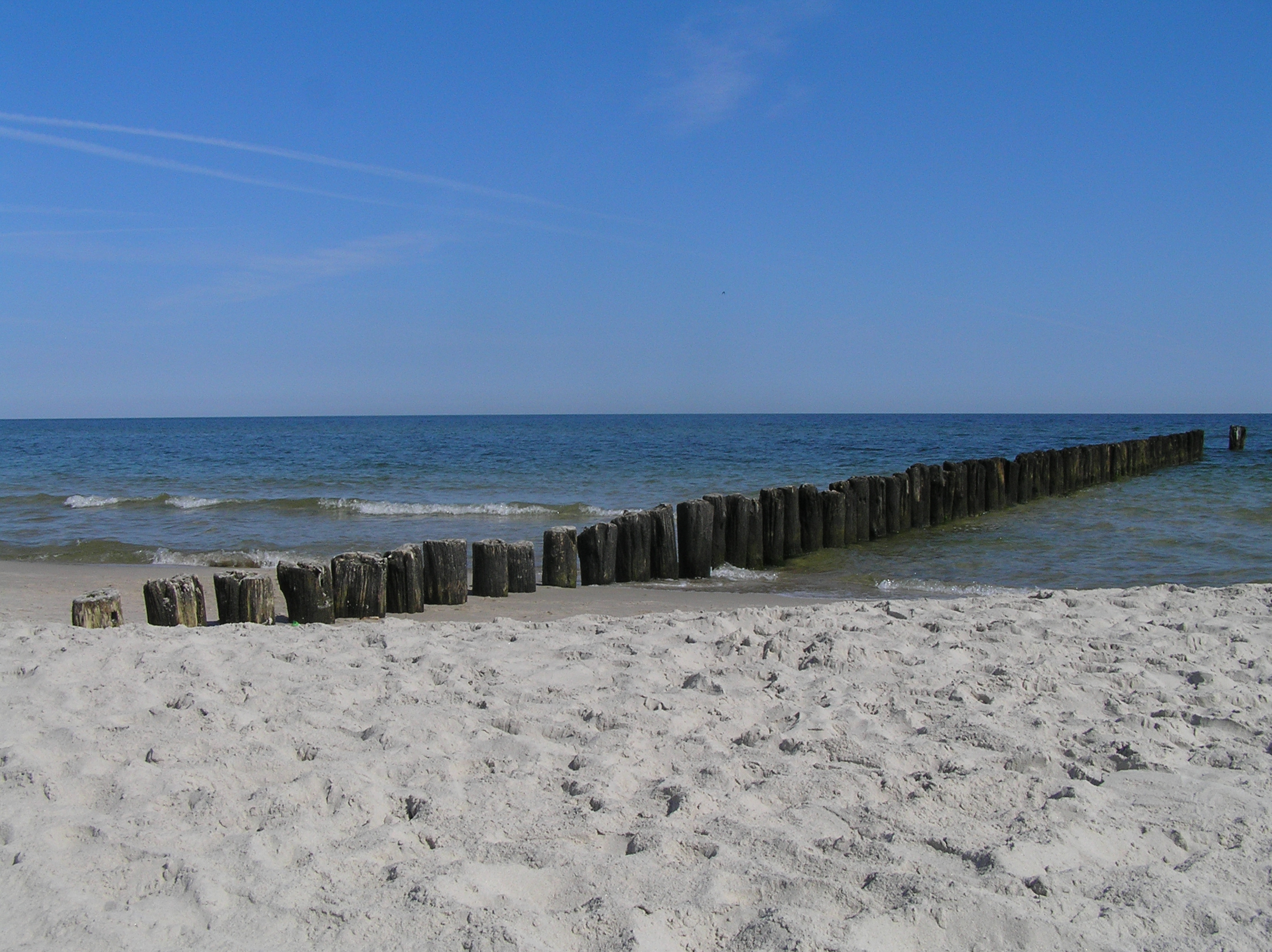
Morze Bałtyckie w Chałupach

Przy ul. Bosmańskiej zostało zorganizowane letnie kąpielisko nadmorskie. W 2012 r. kąpielisko Chałupy (wejście nr 22) spełniało wytyczne wymogi jakościowe dla wody w kąpielisku Unii Europejskiej.
Nieopodal wsi znajduje się również plaża nudystów, upamiętniona przez Grażynę Orlińską i Ryszarda Poznakowskiego w piosence wykonywanej przez Zbigniewa Wodeckiego Chałupy welcome to.
Chałupy położone są 7 km od nasady Mierzei Helskiej, nad Zatoką Pucką. We wsi znajdują się kwatery, pensjonaty i ośrodki wypoczynkowe.

## Infrastruktura
W Chałupach zostały ustanowione dwie przystanie morskie dla rybaków. Przystań „Chałupy I” to pas plaży od strony otwartego morza, natomiast „Chałupy II” to przystań od strony Zatoki Puckiej.
W miejscowości znajduje się parafia rzymskokatolicka, stanowiąca siedzibę dekanatu morskiego archidiecezji gdańskiej.

## Historia
Wcześniej miejscowość nazywała się m.in. Budziszewo – od nazwiska rybaków Budziszów. Do dziś najczęstsze nazwisko mieszkańców Mierzei Helskiej to Budzisz. Pierwsze wzmianki o osadzie pochodzą z roku 1635, kiedy to król Władysław IV założył w tej okolicy twierdzę Vladislausburg, stanowiącą element systemu obrony polskiego wybrzeża. W 1664 osada rybacka Budziszew, przeszła pod władanie rodziny Sobieskich. Inna nazwa Chałup to Ceynowa.
W roku 1836 odbył się w Chałupach ostatni na Kaszubach (a także w Polsce i być może całej Europie) „sąd boży” – 51-letnia Krystyna Ceynowa, samotna wdowa po rybaku, posądzona została o czary i poddana tzw. próbie wody, która skończyła się samosądem i jej śmiercią. Na podstawie tej historii powstała legenda o czarownicy Ortyszy. Od jej imienia nazwano wydmę Ortus położoną 3 km od centrum Chałup.
Na koniec 1892 r. wieś miała 193 mieszkańców, 191 Kaszubów katolików i 2 Niemców ewangelików.
Zaraz po odzyskaniu przez Polskę niepodległości tereny osady wykupił mieszkaniec Warszawy, znany jako dr Majewski. Nowy nabywca rozpoczął pomiary gruntów pod place budowlane. Dr Majewski rościł sobie prawo do całego obszaru Chałup, w tym do parceli, które od wielu pokoleń należały do miejscowych rybaków. Mieszkańcy zdecydowanie i czynnie wystąpili przeciwko poczynaniom Majewskiego, odmawiając mu jakichkolwiek opłat. Nazwa Chałupy pojawiła się pierwszy raz w roku 1920, choć nazwa Ceynowa funkcjonowała jeszcze do roku 1928. W 1922 poprowadzono przez Chałupy linię kolejową, łącząca Hel z Władysławowem, z przystankiem kolejowym Chałupy. Wtedy wieś liczyła 230 osób. Od tego czasu wieś poczęła stopniowo przekształcać się z osady rybackiej w popularny kurort wypoczynkowy. W 1991 w Chałupach powstał kościół pod wezwaniem św. Anny, a w 1997 od strony Zatoki Puckiej wybudowano przystań morską. Od kilkudziesięciu lat odbywają się w Chałupach regaty starych łodzi rybackich (tzw. pomeranek) Kaszubskie Łodzie pod Żaglami (kasz. „Kaszëbszczé Bôtë pòd Żôglama).
Od roku 1954 Chałupy administracyjnie leżały w granicach miasta Władysławowo. Zmieniło się to z dniem 1 stycznia 2015 roku.

## Transport
We wsi znajduje się przystanek kolejowy Chałupy.

## Samorząd lokalny
Samorząd gminy Władysławowo utworzył jednostkę pomocniczą – osiedle „Chałupy”. 1 stycznia 2015 r. zostało zastąpione sołectwem. Organem uchwałodawczym osiedla jest zebranie wiejskie. Organem wykonawczym osiedla jest sołtys. Dodatkowo organem opiniodawczym i doradczym, a także pomocniczym dla sołtysa, jest rada sołecka, która składa się z 3–5 osób.